# Festuca huonii
Festuca huonii är en gräsart som beskrevs av Paul Henri Auquier. Festuca huonii ingår i släktet svinglar, och familjen gräs. Inga underarter finns listade i Catalogue of Life.